# Charlotte de Beaune-Semblançay, comtesse de Sauve

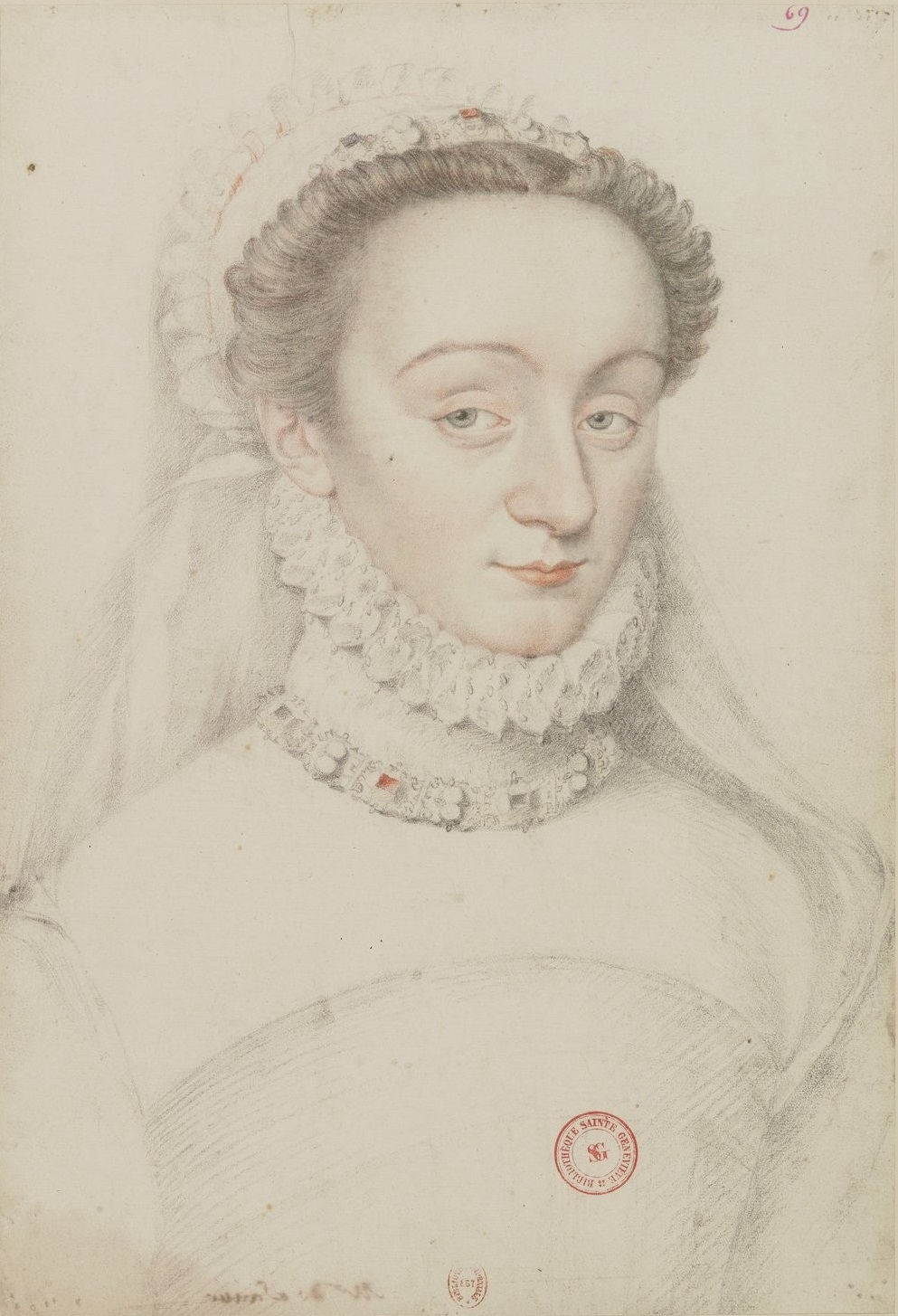
Charlotte de Beaune-Semblançay

Charlotte de Beaune-Semblançay, comtesse de Sauve (* 1551; † 1617) war eine Mätresse des französischen Königs Heinrich IV.

## Leben
Charlotte war die Tochter von Jacques de Beaune-Semblançay und seiner Frau Gabrielle de Sade. Sie war Hofdame bei der Königmutter Katharina von Medici, bevor sie 1574 Ehrendame bei deren Tochter, der Königin von Navarra Margarete von Valois, wurde. 1579 heiratete Charlotte de Beaune-Semblançay in Paris Simon Fizès, comte de Sauve. Nach dessen Tod heiratete sie 1584 François de La Trémoïlle, marquis de Noirmoutier. Aus der Ehe ging ein Sohn hervor: Louis de La Trémoïlle. Im Zeitraum von 1572 bis 1577 war Charlotte die offizielle Mätresse des Königs von Navarra und späteren französischen Königs Heinrich IV. Während der Beziehung mit ihm hatte sie auch eine Liebschaft mit François-Hercule de Valois-Angoulême, duc d’Alençon, Bruder Heinrichs III. von Frankreich, dessen Rivalität sie zu ihren Gunsten ausnutzte. Sie hatte zahlreiche Liebhaber, darunter Henri I. de Lorraine, duc de Guise, Herzog von Épernon und Herr von Avrilly.